# 陳良策
陳良策（1485年—？年），字于廷，湖广德安府随州人，軍籍。

## 生平
治《詩經》，行一，由國子生中式庚午科（1510年）湖廣鄉試第二名舉人，年三十九歲中式嘉靖二年（1523年）癸未科會試第二十六名，第二甲第八十七名進士。授户部主事，历升员外、郎中，出为江西袁州府知府。

## 家族
曾祖陳春。祖父陳清。父陳金，壽官。母馬氏。具庆下。弟陳良範。